# چک‌های بیابانی
چک‌های بیابانی (نام علمی: Cercomela) نام یک سرده از تیره مگس‌گیران است.

## گونه‌ها
- چک دم‌داسی، Cercomela sinuata
- چک کارو، Cercomela schlegelii
- چک ترک‌ترک، Cercomela tractrac
- چک آشنا، Cercomela familiaris
- چک سنگی دم‌قهوه‌ای، Cercomela scotocerca
- چک سنگی قهوه‌ای، Cercomela fusca
- چک سنگی سامبر، Cercomela dubia
- دم‌سیاه، Cercomela melanura
- چک خلنگزار، Cercomela sordida